# Ferario Spasow
Ferario Iwanow Spasow (ur. 20 lutego 1962 w Dupnicy, zm. 11 listopada 2023) – bułgarski piłkarz grający na pozycji napastnika, oraz trener i działacz piłkarski.

## Życiorys

### Kariera piłkarska
Jest wychowankiem Liteksu Łowecz, w którego barwach - bez większych sukcesów - grał łącznie jedenaście sezonów. W ciągu trwającej trzynaście lat kariery piłkarskiej był także zawodnikiem Spartaka Plewen.
W zespole z Łoweczu rozegrał blisko 350 meczów.

### Kariera szkoleniowa
Po zakończeniu kariery rozpoczął pracę szkoleniową. Zaczynał w klubach z niższych lig: Olimpii Tetewen i Spartaku Warna. Jednak w połowie lat 90. ponownie pojawił się w Liteksie. Najpierw był pierwszym trenerem, a potem asystentem Dimityra Dimitrowa, który w sezonie 1997–1998 zdobył z Liteksem mistrzostwo kraju. Osiągnięcie było tym większe, że zespół dopiero co wywalczył awans do ekstraklasy i w tych rozgrywkach startował jako beniaminek ligi. W następnym sezonie Dimitrow został selekcjonerem reprezentacji Bułgarii, a jego następca - Spasow - nie tylko powtórzył sukces sprzed roku, ale także awansował do finału Pucharu Bułgarii, w którym Liteks uległ 0:1 CSKA Sofia. Po zakończeniu rozgrywek trener został niespodziewanie zwolniony.
Powracał do Liteksu jeszcze dwukrotnie: w latach 2000–2003 i w roku 2007. W tym czasie udało mu się wywalczyć Puchar Bułgarii (2001), wicemistrzostwo kraju (sezon 2001–2002) i awans do finału Pucharu kraju (2003).
Od lutego do grudnia 2004 roku był opiekunem piłkarzy CSKA Sofia. Mimo iż klub zakończył rundę jesienną sezonu 2004–2005 na pierwszym miejscu w tabeli, to trener otrzymał wymówienie. Przyczyną dymisji było odpadnięcie drużyny z Pucharu UEFA. Ponadto pracował także w grającym w II lidze Dunawie Ruse, skąd odszedł po konflikcie z właścicielem.
W ostatnim czasie został etatowym pracownikiem Bułgarskiego Związku Piłki Nożnej. Od 2010 roku jest selekcjonerem reprezentacji juniorów.

## Sukcesy szkoleniowe
- mistrzostwo Bułgarii 1997–1998 (jako asystent) i 1998–1999, wicemistrzostwo Bułgarii 2001–2002, Puchar Bułgarii 2001 oraz finał Pucharu Bułgarii 1999 i 2003 z Liteksem Łowecz
- najlepszy trener sezonu 2001–2002 w lidze bułgarskiej